# Iso-indoline
Iso-indoline is een heterocyclische organische verbinding met als brutoformule C8H9N. Iso-indoline is een verbinding die afgeleid is van indoline. Het stikstofatoom is nu echter een plaats opgeschoven in de vijfring.